# Égypte, Afrique et Orient
Égypte Afrique & Orient est une revue semi-scientifique trimestrielle en langue française consacrée à l'Égypte antique (archéologie, philologie, histoire, géographie, etc.) ainsi qu'aux civilisations connexes d'Afrique et d'Orient. Il s’agit de la seule revue francophone sur l’Égypte antique. Elle a pour but la diffusion des connaissances et des découvertes auprès d'un large public.  
Chaque numéro est consacré à un dossier thématique regroupant plusieurs articles écrits par des spécialistes (chercheurs et doctorants) européens, américains et égyptiens. Des rubriques (Lectures, Multimédia, Histoires & Cultures, Archéologie, etc.) complètent chaque dossier.  
La revue a été créée en 1996 par le Centre d'égyptologie d'Avignon, association loi de 1901 fondée en 1988, qui l'édite et la diffuse. Le Centre d'égyptologie est désormais basé en Ariège, à Montségur.

## Numéros
Les lecteurs abonnés à la revue, par le biais de leur participation au « Club Égypte Afrique & Orient », ont— depuis 2012 — le privilège de recevoir un supplément chaque année.

### 2012
- no 65 : L'Égypte ancienne et l'étranger
- no 66 : Curiosités animales de l'Égypte ancienne
- no 67 : Le temple égyptien (vie & fonctionnement)
- no 68 : Le temple égyptien (architecture & archéologie)
- supplément no 1 : De l’objet archéologique au bel objet

### 2013
- no 69 : Les femmes dans l'égyptologie au XIXe siècle
- no 70 : Le milieu rural égyptien
- no 71 : Magie et médecins
- no 72 : Villes, habitats et jardins
- supplément no 2 : Objectif Lune (en Égypte ancienne)

### 2014
- no 73 : Les textes funéraires égyptiens
- no 74 : Aspects de l'idéologie royale égyptienne
- no 75 : L'Égypte ancienne et l'étranger (2)
- no 76 : Horemheb
- supplément no 3 : Le chat dans l’ancienne Égypte
  - Ilinca Bartos : Les divinités félines
  - Isabelle Régen : Le chat égyptien sauvage et domestique
  - Laure Bazin Rizzo : Un noctambule au caractère solaire ; De quelques aspects religieux du chat dans l’Égypte ancienne"

### 2015
- supplément no 4 : Jérôme Rizzo : Photographes et photographies des monuments pharaoniques au XIXe siècle

### 2016
- supplément no 5 :  La figure de Moïse, L'Égypte et l'Exode
  - Dominique Farout : Les stigmates de Moïse
  - Thierry-Louis Bergerot et Livia Bergerot : L’étude de l’Exode dans les manuels scolaires
  - Jean-Luc Bovot : Moïse, un personnage biblique taillé pour la production cinématographique

### 2017
- supplément no 6 : Thèbes Ouest (partie I)
  - Andrzej Niwiński : Le paysage sacré de Deir el-Bahari, quelques remarques sur une scène bien connues des cercueils de la XXIe dynastie

### 2018
- supplément no 7 : Thèbes Ouest (partie II)
  - Christian Leblanc : Sainte montagne de Thèbes et Gournah
  - Guy Lecuyot : Et qu’en était-il à « l’époque copte » ?
  - Alain Delattre : Graffiti coptes dans la montagne thébaine

### 2019
- supplément no 9 : Toutânkhamon le trésor du pharaon
  - Dominique Farout : Comment s’appelait Toutânkhamon ?
  - Claude Traunecker : Les prétendues statues gardiennes de Toutânkhamon ; Des images d’acclamation et d’adulation
  - Jean-Pierre Corteggiani : Sur un vase à onguent de Toutânkhamon
  - Jean-Guillaume Olette-Pelletier : L'anneau caché du scarabée d’or : une écriture cryptique double sur un pectoral de Toutânkhamon
  - Jean-Luc Bovot : La mère de Toutânkhamon ou le triomphe de la conjecture
  - Livia Bergerot : Lectures
  - Jean-Luc Bovot : Multimedia

### 2020
- no 97 : L'Égypte ancienne à Aix-en-Provence
- no 98 : Pharaon Superstar
- no 99 : Ânkh objet signe symbole (seconde partie)
- no 100 : Bès, une puissante figure divine (seconde partie)